# Swirskiseius zamoranus
Swirskiseius zamoranus är en spindeldjursart som beskrevs av Denmark och Evans 1999. Swirskiseius zamoranus ingår i släktet Swirskiseius och familjen Phytoseiidae. Inga underarter finns listade i Catalogue of Life.